# Pentină
Termenul de pentină se poate referi la una dintre cele două alchine izomere:
- 1-pentină (etil-metil-acetilenă)
- 2-pentină (propil-acetilenă)
- 3-metil-1-butina

Cei doi izomeri sunt denumiți la modul general pentine.